# Sarcoscypha
Sarcoscypha (Fr.) Boud. (czarka) – rodzaj grzybów należący do rodziny czarkowatych (Sarcoscyphaceae).

## Systematyka i nazewnictwo
Pozycja w klasyfikacji według Index Fungorum: Sarcoscyphaceae, Pezizales, Pezizomycetidae, Pezizomycetes, Pezizomycotina, Ascomycota, Fungi.
Synonimy nazwy naukowej: Peziza trib. Sarcoscyphae Fr.

## Charakterystyka
Wyrastają na opadłych gałązkach drzew liściastych, często zagrzebanych w ziemi. Owocniki pojawiają się wczesną wiosną, a niekiedy w zimie. Owocniki pucharkowate, kieliszkowate lub miseczkowate, opatrzone trzonkiem lub siedzące, o intensywnym i jaskrawym zabarwieniu wewnętrznej powierzchni miseczki, która ma barwę szkarłatną, żywoczerwowną lub pomarańczowoczerwoną. Zarodniki elipsoidalne, gładkie, bezbarwne z jedną lub kilkoma kroplami tłuszczu.
Wszystkie gatunki rodzaju Sarcoscypha występujące w Polsce były dawniej objęte ochroną gatunkową, obecnie ochronę utrzymano tylko dla czarki jurajskiej.

## Niektóre gatunki
- Sarcoscypha austriaca (O. Beck ex Sacc.) Boud. 1907 – czarka austriacka
- Sarcoscypha coccinea  (Gray) Boud. 1885 – czarka szkarłatna
- Sarcoscypha dudleyi (Peck) Baral 1984 – czarka lipolubna
- Sarcoscypha excelsa Syd. 1924
- Sarcoscypha jurana  (Boud.) Baral 1984 – czarka jurajska
- Sarcoscypha macaronesica Baral & Korf 1984
- Sarcoscypha occidentalis (Schwein.) Sacc. 1889

Wykaz gatunków (nazwy naukowe) na podstawie Index Fungorum. Obejmuje on tylko gatunki zweryfikowane o potwierdzonym statusie. Oprócz wyżej wymienionych na liście Index Fungorum znajdują się gatunki niezweryfikowane. Nazwy polskie według M.A. Chmiel, rozporządzenia o ochronie grzybów oraz rekomendacji Polskiego Towarzystwa Mykologicznego.